# Wolfgang Adelung
Wolfgang Adelung (* 1. Oktober 1920 in Berlin; † 15. November 1994 in Singen, Baden-Württemberg) war ein deutscher Mediziner und Orgelforscher.

## Leben
Wolfgang Adelung studierte Medizin. 1948 promovierte er in Freiburg. Später führte er eine Hautarztpraxis in Singen (Hohentwiel).
Adelung wurde auch Organist und gehörte zu den wichtigsten Mitgliedern der Gesellschaft der Orgelfreunde in seiner Zeit. 1952 war er Mitbegründer von deren Orgelfachzeitschrift Ars Organi. Danach wurde er Schriftleiter (1957–1972), 1. Vorsitzender (1973–1983), Leiter der Geschäftsstelle (1983–1987) und Mitglied des Beratenden Ausschusses der Gesellschaft der Orgelfreunde (1987–1994).

## Publikationen
Wolfgang Adelung verfasste das Standardwerk Einführung in den Orgelbau, das in mehreren veränderten Auflagen erschien. Außerdem veröffentlichte er weitere Bücher und Aufsätze über Orgeln.
Monographien
Vollständige Auflistung
- Das normale Blutbild von Freiburg, Dissertation, Freiburg 1948
- Einführung in den Orgelbau, Breitkopf & Härtel Leipzig 1955; danach sechs Neuauflagen, davon mehrere erweiterte, zuletzt
  - Einführung in den Orgelbau. Breitkopf & Härtel Wiesbaden 1991
- Elektronen-Instrument und Pfeifenorgel. Merseburger, Berlin 1956
- Das Elektrium. Merseburger, Berlin 1964
- Orgeln der Gegenwart. Bärenreiter, Kassel u. a., 1972
- Die Orgel, Orgelbau-Fachverlag, 1977